# Matthias Kautzor-Schröder
Matthias Kautzor-Schröder (* 8. April 1975 in Chêne-Bougeries) ist ein ehemaliger deutscher Basketballspieler.

## Werdegang
Kautzor-Schröder wurde als Sohn deutscher Eltern in der Schweiz geboren. Er begann im Alter von zehn Jahren mit dem Basketballsport. Kautzor-Schröder weilte drei Jahre in den Vereinigten Staaten, in der Saison 1996/97 gehörte der 1,98 Meter große Flügelspieler der Hochschulmannschaft der Western Illinois University an, für die er in 28 Einsätzen im Mittel 5 Punkte erzielte. 1997/98 spielte er im selben Land für die Mannschaft der University of Wisconsin-Parkside.
Als Spieler des österreichischen Bundesligisten UBC Oberwart sammelte er in der Saison 1998/99 auch Erfahrung im europäischen Vereinswettbewerb Saporta Cup. Dort schied man im Sechzehntelfinale nach zwei deutlichen Niederlagen gegen den spanischen Vertreter Joventut de Badalona aus: Im ersten Spiel blieb Kautzor-Schröder ohne Punkte, im Rückspiel gegen die spanische Mannschaft erzielte er elf Punkte.
2000/01 stand der Flügelspieler in Diensten von Popolare Ragusa in Italiens zweithöchster Liga, im Spieljahr 2001/02 war er Mitglied des französischen Zweitligisten Étendard de Brest.
In der Saison 2002/03 bestritt er in Deutschland 29 Zweitligaspiele für den BBC Bayreuth, im Anschluss an das Spieljahr erfolgte die Trennung, Kautzor-Schröder setzte seine Laufbahn beim Schweizer Nationalligisten BC Boncourt fort. 2004 wurde er mit Boncourt Schweizer Meister. Er spielte bis 2006 für die Mannschaft, mit der er in den europäischen Wettbewerben FIBA Europe Cup und EuroCup Challenge antrat. Er war Mannschaftskapitän Boncourts, zur Saison 2006/07 schloss er sich Meyrin Grand-Saconnex, ebenfalls in der Nationalliga, an. Im Januar 2008 wechselte er zu den Geneva Devils. Nach der Saison 2009/10 trat er vom Leistungssport zurück, kehrte im März 2011 aber zurück und schloss sich den Lions de Genève an. Kurz darauf zog er sich eine Verletzung zu, sodass Kautzor-Schröders Engagement bei den „Löwen“ nicht zustande kam. Ab der Saison 2011/12 bis 2015 spielte er beim Zweitligisten Meyrin Basket Genf. In die Vereinsarbeit brachte er sich auch als Jugendtrainer ein.